# John Milne

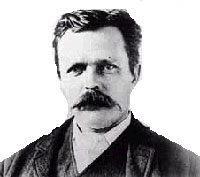
John Milne

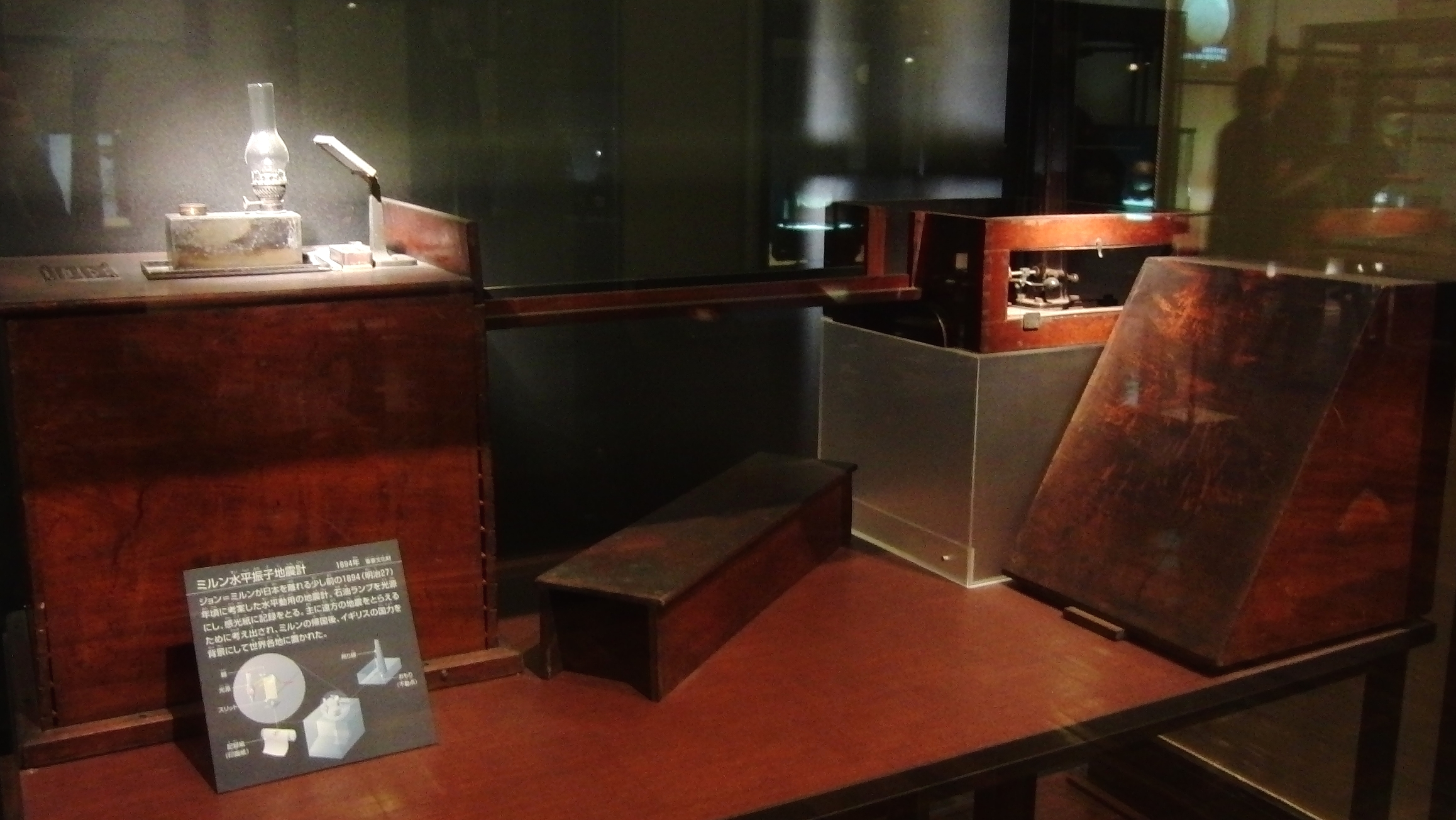
Milne Horizontal Pendulum Seismograph (Nationalmuseum der Naturwissenschaften)

John Milne (* 30. Dezember 1850 in Liverpool; † 31. Juli 1913 in Shide, Isle of Wight) war ein englischer Seismologe, Geologe und Bergbauingenieur aus Liverpool. Er legte den Grundstein für die japanische Seismologie.

## Leben und Wirken
John Milne machte seinen Studienabschluss am King’s College London der University of London. Er bildete sich dann weiter te der Royal School of Mines. 1874 nahm er als Geologe an einer Expedition nach Ägypten und Arabien teil. Auf Einladung der japanischen Regierung als „O-yatoi gaikokujin“ kam er 1876 nach Japan und lehrte Geologie und Bergbau an der „Kōbu Daigakkō“ (工部大学校), einer der Vorläufereinrichtungen der Universität Tokio.
Nach dem Erdbeben vom 20. Februar 1880 gründete er zusammen mit anderen die Seismologische Gesellschaft Japans (日本地震学会) und dessen Magazin, die „Transactions of the Seismological Society of Japan“. Er entwickelte das „Milne Horizontal Pendulum Seismograph“, das als wichtiges Kulturgut Japans gilt. Sein Hauptwerk ist „Seismologie“ (1898). 1908 ihm die Royal Medal verliehen. Von der japanischen Regierung wurde er mit dem Orden der Aufgehenden Sonne ausgezeichnet.　

## Schriften
- Earthquakes and Other Earth Movements. New York: Appleton 1886.

Neuausgabe: Cambridge Univ. Press 2011. (Cambridge Library Collection. Earth Science.)
- Mit W. K. Burton: The great earthquake in Japan, 1891. With plates by Ogawa Kazumasa. Yokohama. Lane, Crawford, 1892.